# Isaac Danu
Isaac Danu (* 9. März 1948 in Preso, Myanmar) ist ein myanmarischer Geistlicher und emeritierter römisch-katholischer Bischof von Taungngu.

## Leben
Isaac Danu empfing am 6. April 1975 die Priesterweihe für das Bistum Toungoo.
Der Papst Johannes Paul II. ernannte ihn am 4. Juni 1984 zum Weihbischof in Toungoo und Titularbischof von Bonusta. Die Bischofsweihe spendete ihm der Bischof von Toungoo, Sebastian U Shwe Yauk, am 17. Januar des folgenden Jahres; Mitkonsekratoren waren Abraham Than, Bischof von Kengtung, und Matthias U Shwe, Weihbischof in Taunggyi.
Am 1. September 1989 wurde er zum Bischof von Toungoo ernannt. Das Bistum wurde 1996 ohne weitere Veränderungen in Taungngu umbenannt.
Papst Franziskus nahm am 16. Juli 2023 seinen altersbedingten Rücktritt an.